# Sally Yeh
Sally Yeh Chien-wen (Kinesisk (trad.): 葉蒨文, Kinesisk (forsimplet):叶蒨文) (født i 30. september 1961 i Taiwan) er en taiwansk-canadisk sanger og skuespiller, opvokset i Canada, hvis karriere spænder fra starten af 80'erne til nu.
Hun synger både på kantonesisk og mandarin.[kilde mangler]

## Filmografi
- 一根火柴
- Marianna 賓妹 (a.k.a. 你要活著回去) 1982
- Crimson Street 殺人愛情街 1982
- A Flower in the Storm (a.k.a. Falling in the Rain Flowers) 飄零雨中花 1983
- A Certain Romance 少女日記 1984
- Funny Face 醜小鴨 1984
- Golden Queen Commando (a.k.a. Amazon Commando/Jackie Chan's Crime Force/Sexy Commando) 紅粉兵團 1984
- Pink Force Commando (Sequel) 紅粉游俠 (a.k.a. 烈血長天) 1984
- Shanghai Blues 上海之夜 1984
- The Occupant (a.k.a. The Tenant) 靈氣迫人 1984
- Teppanyaki 鐵板燒 1984
- Mob Busters 惡漢笑擊隊 (a.k.a.情報販子) 1985
- Seven Foxes X陷阱 1985
- Cupid One 愛神一號 1985
- Just For Fun 空心少爺 1985
- The Protector 威龍猛探 1985 (ukrediteret)
- Welcome 補鑊英雄 1986
- Aces Go Places IV (a.k.a. Mad Mission IV/You Never Die Twice) 最佳拍擋IV之千里救差婆 1986
- Peking Opera Blues 刀馬旦 1986
- The Laser Man 1986
- Diary of A Big Man 大丈夫日記 1988
- I Love Maria (a.k.a. RoboForce) 鐵甲無敵瑪利亞 1988
- The Killer 喋血英雄 1989
- The Banquet 豪門夜宴 1991
- Sisters of the World Unite 莎莎嘉嘉站起來 1991